# New Orleans Police Department

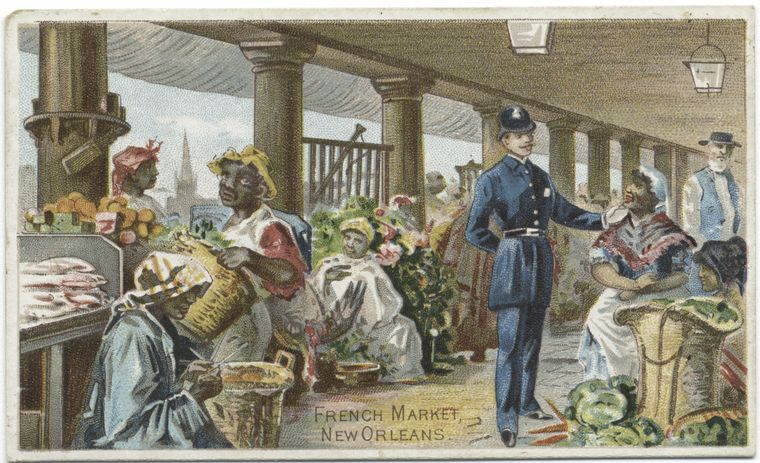
Policier du French Market dans le Vieux carré, illustration datée d'entre 1885 et 1890.

Le New Orleans Police Department (NOPD ; en français « département de police de La Nouvelle Orléans ») est la police de la ville de La Nouvelle-Orléans, dotée d'environ 1 400 hommes dirigés par le superintendant Shaun D. Ferguson. Instituée quelques mois avant la vente de la Louisiane par la France en 1803, la police de La Nouvelle-Orléans a une longue histoire d'accusations de racisme et de corruption. Dans les années 1930, alors que le populiste Huey Long dirigeait la Louisiane, elle fut confrontée à une présence inquiétante de la mafia, qui organisa plusieurs attentats.
Dirigée dans les années 1990 par Richard Pennington (en), qui succédait à Joseph M. Orticke, qui avait été le premier Afro-Américain à obtenir ce poste, celui-là tenta d'épurer la police des agents corrompus et continua divers programmes de modernisation (police scientifique, etc.) et de police de proximité. Le NOPD obtint en novembre 2001 une accréditation de la Commission on Accreditation for Law Enforcement Agencies (en) (CALEA), organisme créé en 1979 et chargé de certifier les organismes de police américains répondant à des standards de qualité nationaux.
Dirigé lors de l'ouragan Katrina par l'auto-proclamé « flic de rue » Eddie Compass (en), le NOPD fut durablement discrédité par son action lors de cette catastrophe, des centaines d'officiers abandonnant leur poste tandis que plusieurs bavures importantes eurent lieu. L'une de celles-ci, ayant mené à la mort de plusieurs Noirs, est en cours d'enquête en juillet 2010, plusieurs officiers de police risquant la peine de mort. Lors de son investiture, en mai 2010, en tant que nouveau maire, le démocrate Mitch Landrieu qualifia la police de La Nouvelle-Orléans de « l'une des pires du pays »  et demanda officiellement à l'administration fédérale d'intervenir afin de s'occuper de la corruption et de l'incompétence du département, sujet à d'innombrables accusations de racisme.
Ce contexte historique défavorable a amené la NOPD à devenir l'une des unités de police américaines les plus incompétentes du pays et La Nouvelle-Orléans à devenir la ville la plus violente et la plus dangereuse de tous les États-Unis.

## Histoire

### Période allant duXVIIIeauXIXesiècle

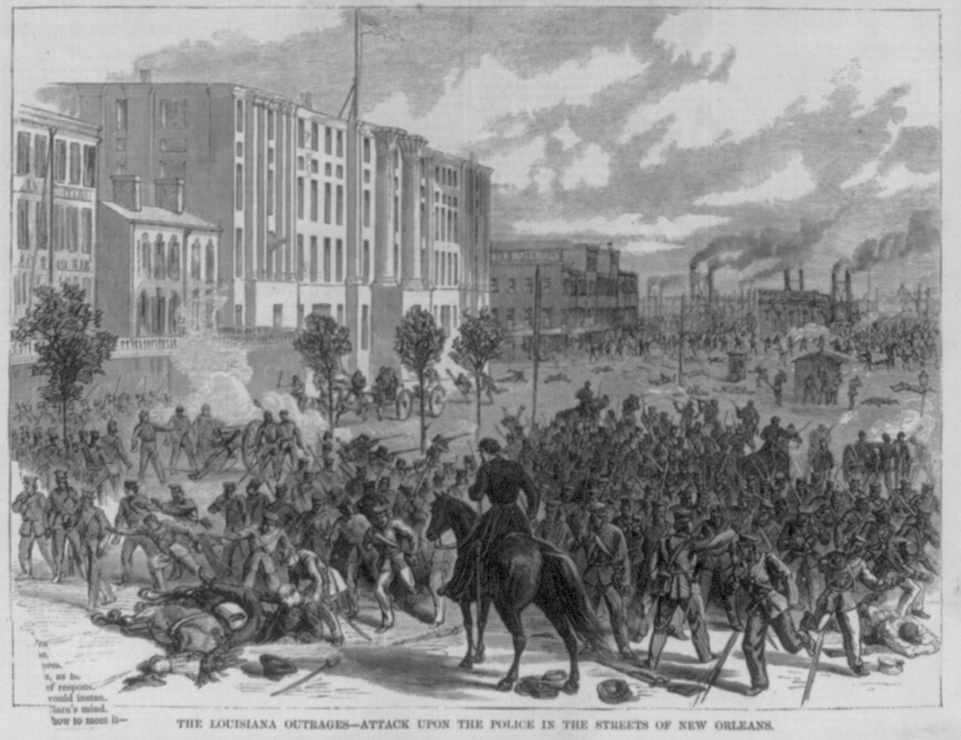
Émeutes de 1874 organisées par la White League, qui s'attaqua cette fois non seulement aux Noirs mais aussi aux policiers. En 1866, ces derniers avaient participé au pogrom.

Lors de la fondation de La Nouvelle-Orléans en 1718, l'ordre public est une prérogative de l'armée. En 1796, sous l'administration du gouverneur colonial espagnol, le baron de Carondelet, une force de police est évoquée, les autorités s'inquiétant d'une hausse de la criminalité. Le 8 novembre 1803, le maire Étienne de Boré tient la première session du conseil, et nomme un comité pour inspecter les prisons et formuler les règles de police. Il nomme également Pierre Achille Rivery commissaire général de la police, avec 25 hommes à sa tête. Ceux-ci sont rapidement contraints à la démission à la suite de nombreuses plaintes, et la ville autorisée à engager des mulâtres, lesquels sont placés sous l'autorité d'officiers blancs, tandis que la Louisiane est vendue par Napoléon en décembre 1803.

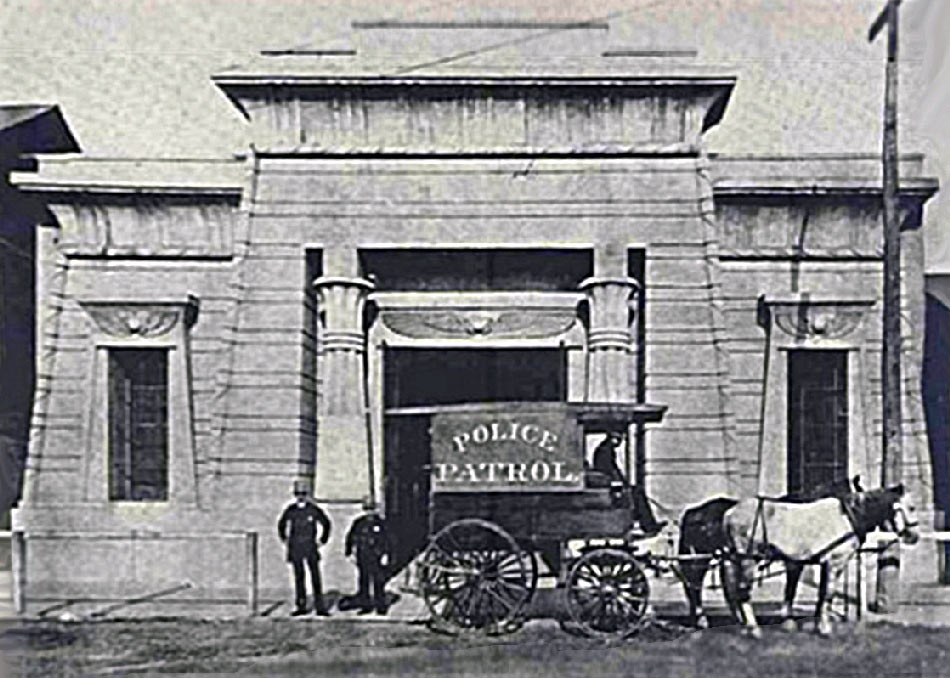
Patrouille de police, rue Rousseau, années 1890.

En 1804, le maire James Pitot crée une patrouille de milice, puis une éphémère Garde de la ville en 1806, abolie deux ans plus tard et remplacée à nouveau par des miliciens. Avec l'urbanisation, en 1817, la ville compte 46 commissaires, et est divisée en quatre districts de police (Vieux carré, Faubourg Tremé, St. Mary et Faubourg Marigny). Devant l'inefficacité de celle-ci, des comités de « vigilantes » sont créés dans les années 1820-1830. En 1836, la ville est divisée en trois municipalités distinctes, chacune dotée d'une force de police autonome.
Le système de police est réorganisé par le maire en 1852, le nouveau chef de la police, John Youenes, ayant 12 officiers et 345 policiers sous ses ordres. Après les élections municipales de 1856, marquées par la violence, le maire demande aux policiers de se désarmer, ce qui provoque la démission de la plupart d'entre eux. Un système de télégraphe est par la suite établi et la discipline renforcée.
En 1862, au début de la guerre de Sécession, le général B.F. Butler instaure la loi martiale, la police passant aux mains des militaires. Le maire est remplacé par le colonel George F. Shepley, qui cumule ce poste avec celui de gouverneur de la Louisiane, et qui nomme le capitaine Jonas H. French (en) chef de la police. Le département de police est réorganisé à la fin de la guerre. En juillet 1866, la Ligue des citoyens blancs (White League), assistée de la police menée par le maire John T. Monroe (en), organise un pogrom contre les Noirs, tuant 34 d'entre eux (ainsi que 3 républicains blancs) et en blessant 146.
Avec le Reconstruction Act de 1867, la Louisiane est intégrée au Texas dans le Cinquième district militaire: les élections municipales sont suspendues et le maire et le chef de la police démis de leurs fonctions. Le gouvernement militaire cesse en septembre 1868, le gouverneur Henry C. Warmoth créant alors la « force de police métropolitaine ». La White League organise de nouveaux pogroms en septembre 1874 (bataille dite de « Liberty Place »). Des volontaires assistent alors la police sous le nom de Ribbon Force.

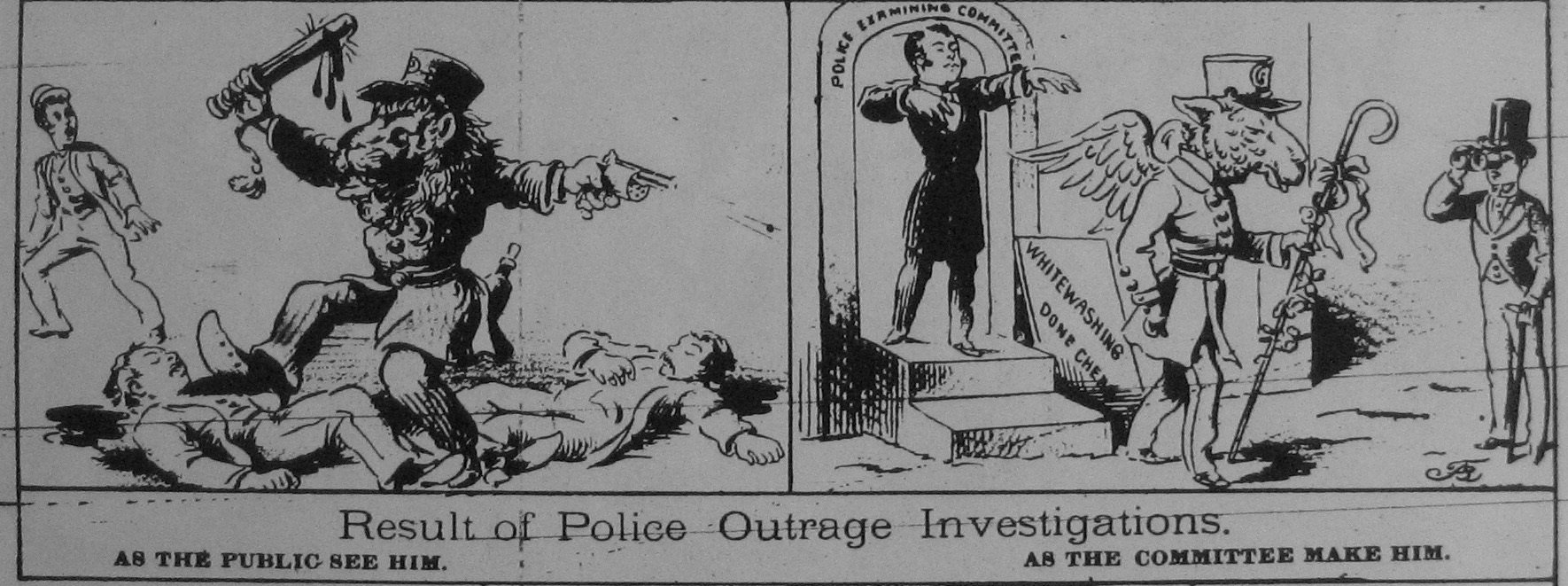
Illustration du journal The Mascot, 1889, caricaturant les résultats d'une enquête sur les violences policières.

Après son élection en 1888, le maire Joseph A. Shakspeare (en) réorganise à nouveau la police en soumettant les six nouveaux administrateurs du Département de la police aux suffrages des électeurs inscrits. Le surintendant, David C. Hennessy, qui avait été auparavant nommé à la tête de la police, est reconduit dans ce poste par les six administrateurs. Respecté pour son honnêteté et son intransigeance, il est assassiné le 15 octobre 1889, le conseil d'administration le remplaçant par le capitaine John Journee pour l'intérim, puis, en 1891, par Dexter S. Gaster. Une statue est érigée en l'honneur de Hennesy, en 1892, dans le cimetière de Metairie.

### Première moitié duXXesiècle

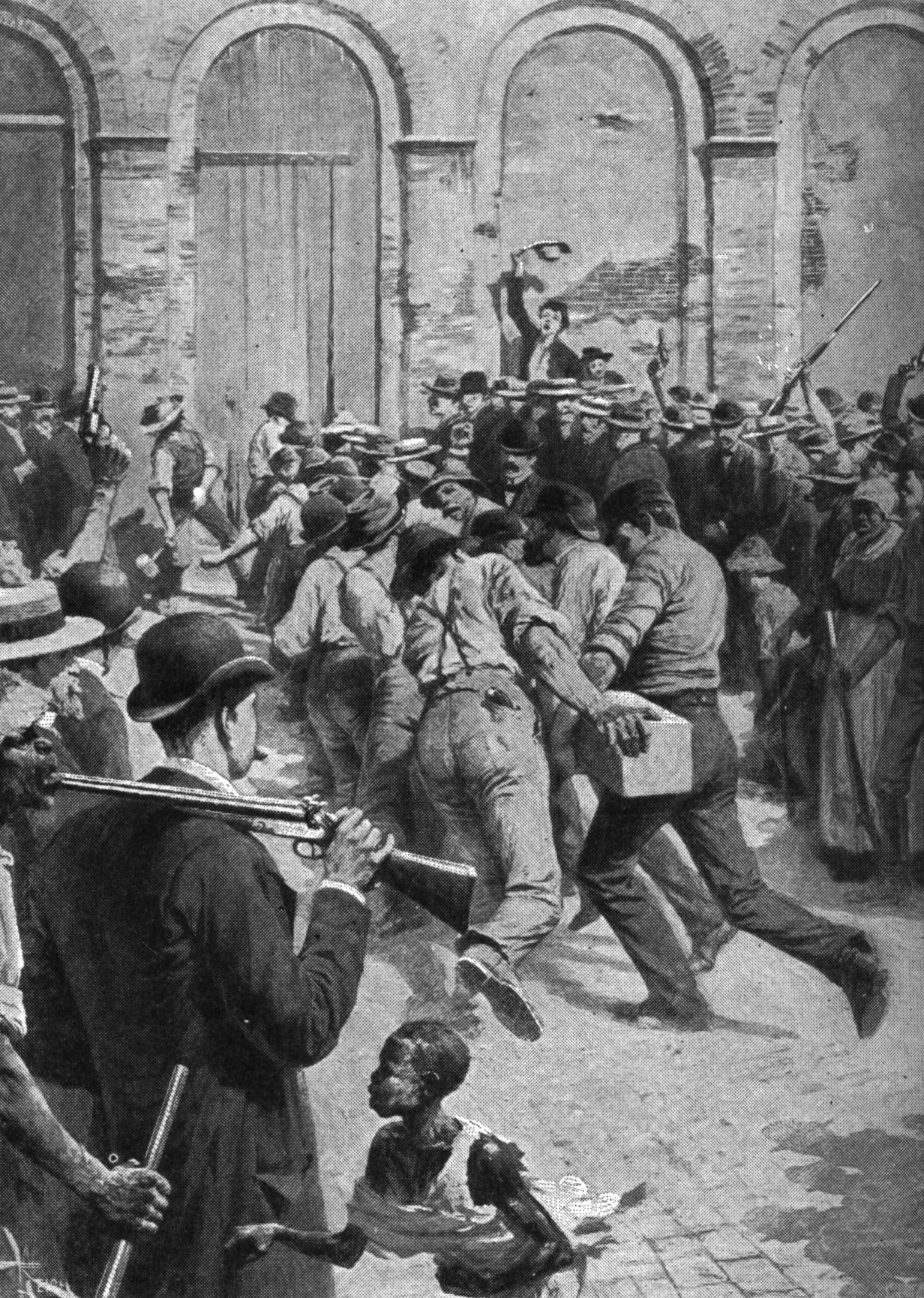
Lynchage d'Italo-Américains en 1891 après l'assassinat du chef de la police Hennessy.

La police fut réorganisée en 1904: le 27 juillet, le maire devint responsable de la police, avec le pouvoir de nomination sur les deux commissaires et un inspecteur de police, le titre de superintendant étant abrogé. John Journee devint l'inspecteur jusqu'au 2 juin 1905, remplacé par E.S. Whitaker, puis en janvier 1908 par William J. O'Connor qui resta en fonction jusqu'à sa mort en novembre 1910.
En 1911, James W. Reynolds, qui s'était fait une réputation d'honnêteté et était montée à la tête du service des détectives, obtint ce poste. En janvier 1912, la police était forte de 399 employés; fin 1915, elle disposait de 520 hommes, dont 126 surnuméraires. Assassiné en 1917 par un officier licencié, l'inspecteur Reynolds créa une brigade des mœurs (Vice Squad) chargée notamment d'interpeller les mendiants.
Remplacé peu après par Frank T. Mooney, celui-ci institua un système de fichiers de délinquants. En décembre 1920, le colonel Guy Molony devint superintendant et accentua encore la motorisation des forces de police amorcée sous Reynolds. La police détenait alors 33 automobiles et 21 motos, et commença à prendre en charge les problèmes de circulation routière. Un Juvenile Bureau (Bureau de l'enfance) fut créé en 1922 avec un officier et une policière. La police de La Nouvelle-Orléans fut alors reconnue, en 1922, comme la seule de tous les États-Unis disposant de services de premiers soins dans tous ses commissariats. Les gaz lacrymogènes furent également utilisés à partir de cette époque, héritage de la Première Guerre mondiale. En 1925, Thomas Healy devint superintendant, achetant 5 motos blindées allant à une vitesse de 100 miles par heure (160 km/h), opération qui fit l'objet d'une campagne de presse sous le nom de 100 miles per hour police service.
En janvier 1929, le capitaine Theodore Ray devint superintendant, alors que la mafia italo-américaine commençait à pénétrer les salles de jeux de La Nouvelle-Orléans et à rivaliser avec les gangs antérieurs. Meyer Lansky s'était en effet installé dans la ville, bientôt accompagné de Frank Costello, chassé de New York après l'élection, en 1933, du maire Fiorello La Guardia, et qui avait été invité à s'occuper des salles de jeux par le gouverneur de fait de la Louisiane, le populiste Huey Long. En 1937, Nicola Gentile (en), proche de Lucky Luciano, fut ainsi arrêté par des agents fédéraux à La Nouvelle-Orléans pour trafic de stupéfiants.
Les années 1930 furent ainsi marquées par les attentats à la dynamite et les assauts de la mafia. Ray démissionna dès mai 1930, remplacé par le colonel Hu B. Myers, qui démissionna également en novembre 1931, étant remplacé par George Reyer. Celui-ci mit en place à partir de mai 1932 un système unidirectionnel de communications radiophoniques, allant du commissariat aux policiers.

### Après la Seconde Guerre mondiale

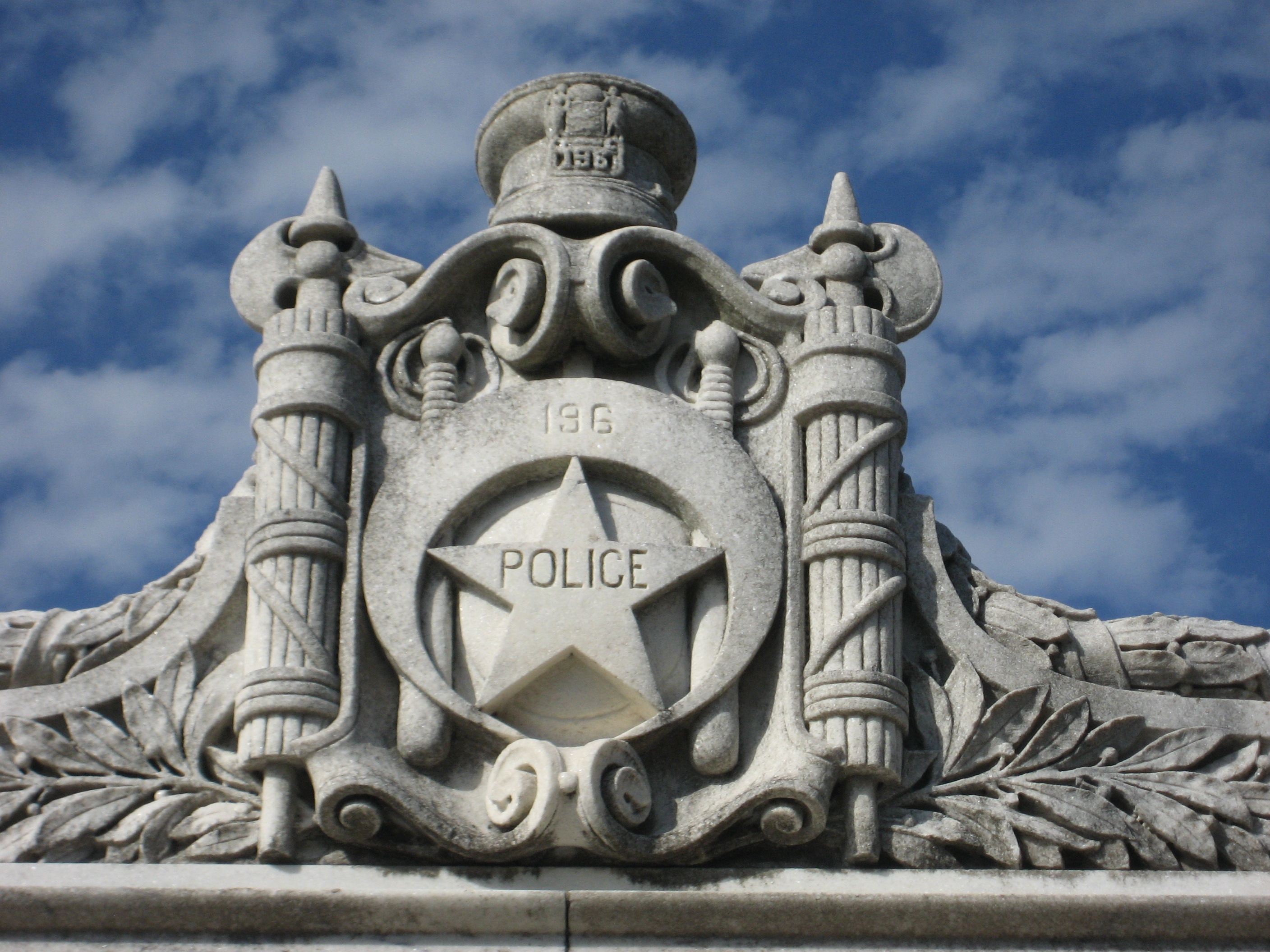
Crypte de la police du NOPD dans le cimetière de Greenwood. Hormis les victimes des émeutes de la White League de 1874, on recense 109 policiers morts en fonction entre 1856 et 2010, dont environ 70 tués.

Après la Seconde Guerre mondiale, le Conseil de la police (Police Board) fut abrogé, ses fonctions étant transférées au maire. En 1947, une unité d'urgence fut créée, qui deviendra la New Orleans Emergency Medical Services (en). Un Bureau d'enquête fut créé en 1947, avec trois policiers spécifiquement chargés d'enquêter sur des policiers mis en cause. Les fichiers de la police furent aussi coordonnés au niveau national, à partir de 1967, avec le National Crime Information Center (en) (NCIC). Le chef de la police Giarrusso institua également un département chargé de la communication publique en septembre 1966, afin d'améliorer l'image de la police alors que le mouvement des droits civiques prenait une ampleur importante.
Diverses unités spécialisées furent créées sous Clarence B. Giarrusso, le frère du précédent chef de la police, nommé chef de la police par le maire Moon Landrieu : l'Urban Squad, chargée des quartiers populaires; la Felony Action Squad, chargée des braquages et vols à main armée; l'Alcohol Safety Action Division, chargée de la sécurité routière et de la prévention de l'alcoolisme. En décembre 1976, Giarruso devint l'un des 21 hauts responsables de la police des différentes forces américaines à avoir suivi le programme d'entraînement pour les cadres de la FBI Academy de Quantico.
Entre le 31 décembre 1972 et le 7 janvier 1973, plusieurs officiers de police furent tués lors d'affrontements avec Mark Essex (en). Ancien de la US Navy où il s'était plaint de racisme, puis de la section new-yorkaise des Black Panthers, ce dernier initia une série de meurtres à partir de la fin 1972 tirant sur des policiers; le premier visa un policier noir. En tout, il tua 19 personnes, dont 10 policiers [réf. nécessaire]. Essex est mentionné dans la reprise d'Inner City Blues (en) par Gil Scott Heron (célèbre pour sa chanson-poème, The Revolution Will Not Be Televised). Ces événements furent commémorés par la police le 7 janvier 2003.
En 1978, lorsqu'Ernest N. Morial (en) devint maire, il nomma un panel de citoyens chargé d'interroger les candidats à la superintendance de la NOPD. C'est l'ancien commissaire de Birmingham (Alabama), James C. Parson, qui obtint le poste. Dès 1979, il fut confronté à la colère des policiers en raison d'un programme de restrictions budgétaires. Ayant mis fin à celle-ci par la négociation, il dut démissionner en novembre 1980 après le décès de l'officier Gregory Neupert, étant remplacé par intérim par Henry M. Morris.

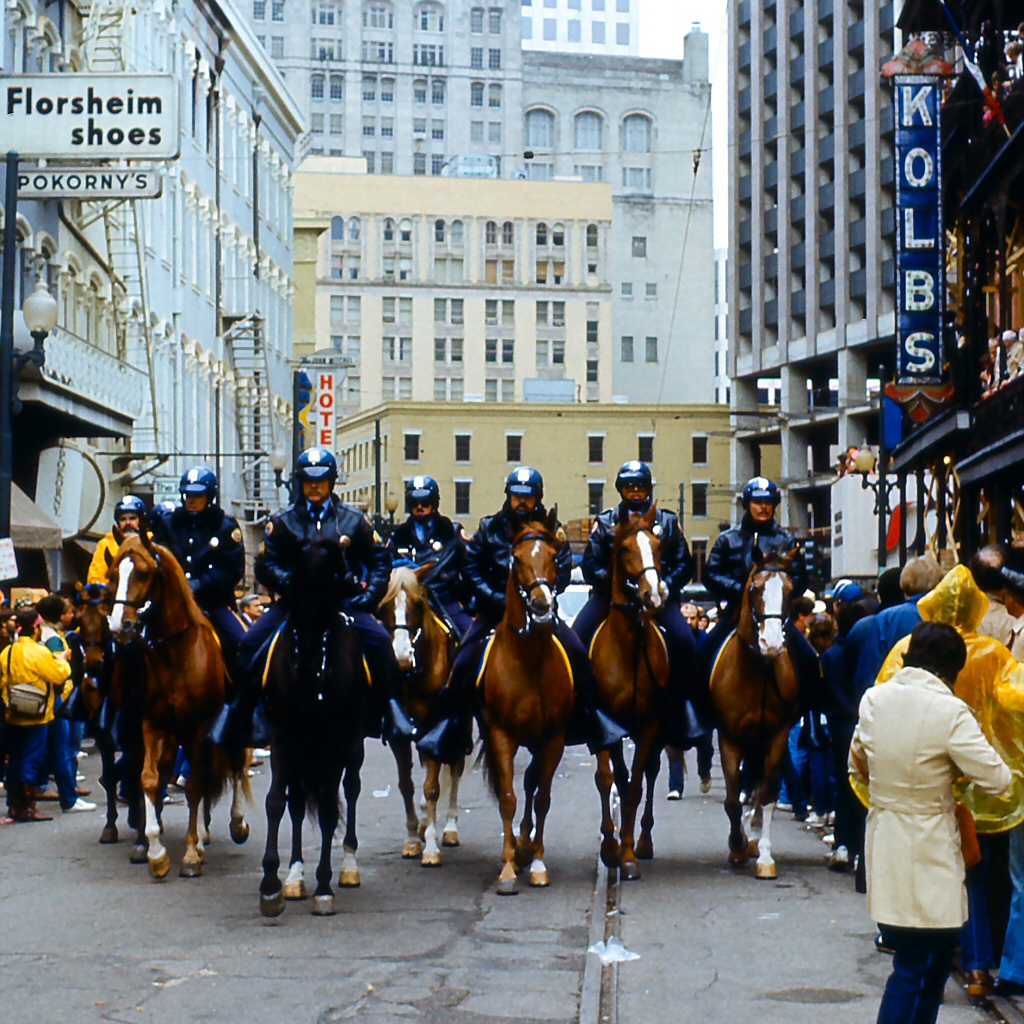
Police montée lors du Mardi gras de 1984.

En janvier 1981, celui-ci mit en place le programme Taxis on Patrol, par lequel les taxis étaient encouragés à signaler tout acte suspicieux à la police, tandis qu'un programme Teleserv fut mis en place, des volontaires se chargeant de répondre aux plaintes mineures au téléphone, dans une tentative de réponse aux restrictions budgétaires et aux effectifs limités de la police. Devenu superintendant, Morris doubla les effectifs de l'unité chargée de la prévention et de la répression du trafic de stupéfiants. L'Urban et la Felony Squad furent démantelées.
Après sa retraite, Morris fut remplacé en 1985 par Warren G. Woodfork, qui nomma la première femme (Yvonne Bechet) au poste d'adjointe-commissaire, et le lieutenant Carol Hewlett à la tête du 7e district, première également à obtenir cette fonction. En 1987, celle-ci fut mise à la tête du Narcotics Drug Abuse Unit. La police participait par ailleurs au programme national de sensibilisation des écoliers contre les « drogues » (Drug Abuse Resistance Education (en), DARE), mis en place par Reagan en 1983, tandis que deux unités furent chargées d'opérations de communication publique (via le sport, etc.) en direction de la jeunesse.

### Orticke, premier Noir superintendant (1993-94)
En 1993, Joseph M. Orticke, Jr. devint le premier Noir à être nommé superintendant de la police, ayant déjà été le premier major noir en 1990. La stratégie du de la police de proximité fut alors développée. À partir de juin 1994, la police contrôla la mise en œuvre des lois sur le couvre-feu pour les mineurs, les plus restrictives des États-Unis (les horaires variant selon les jours entre 8-11 heures du soir jusqu'à 6 heures du matin). Remplacé par Richard Pennington (en) en novembre 1994, Orticke fut nommé à la tête du service de sécurité de l'aéroport international de La Nouvelle-Orléans.

### L'ère Pennington (1994-2002)

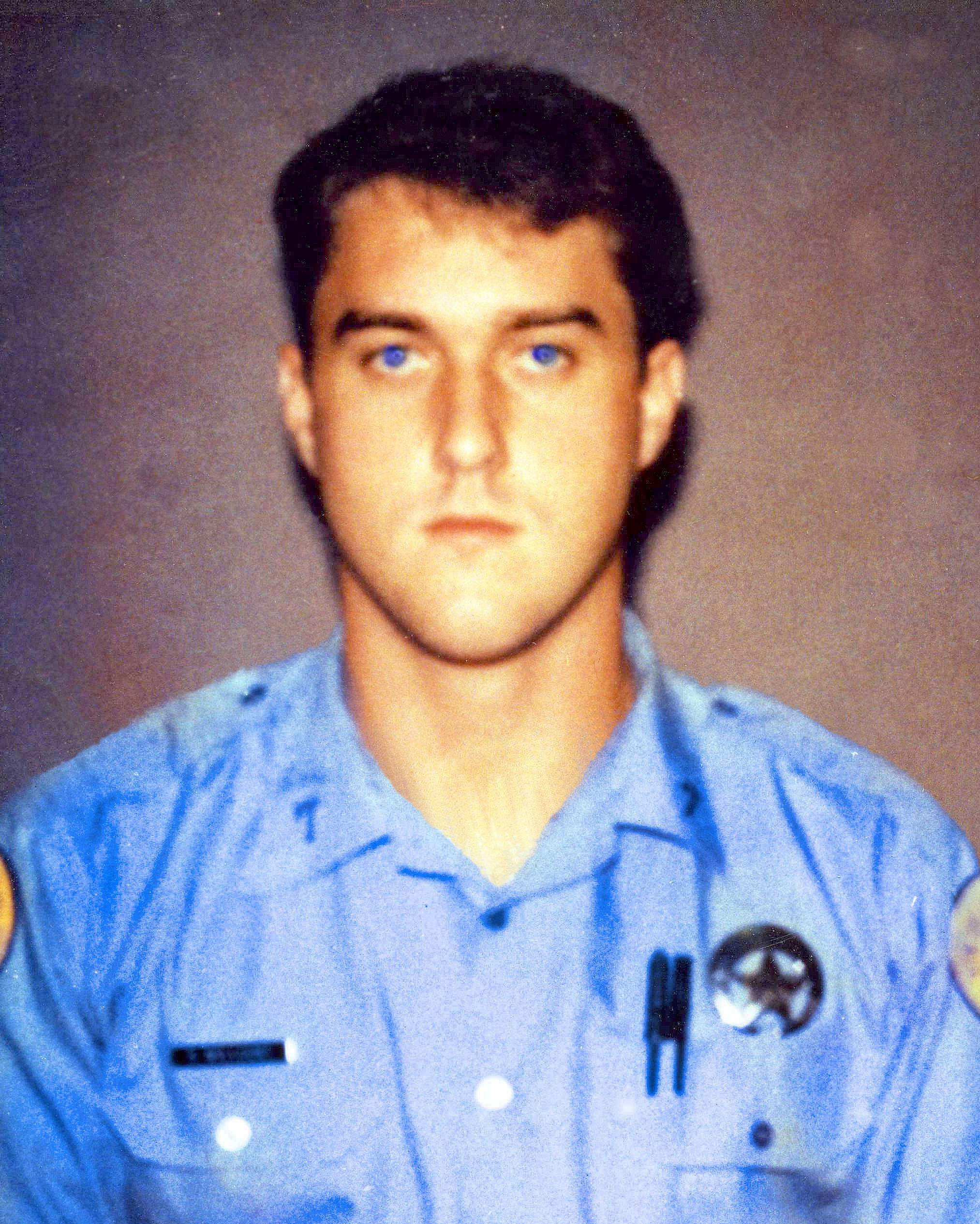
L'officier (1969-1995), tué lors d'un braquage par une de ses collègues,, qui braqua un restaurant où elle travaillait également en tant qu'agent de sécurité. Celle-ci est en 2010 dans le couloir de la mort, aux côtés de Len Davis.

Confronté au manque d'effectifs, à une hausse des statistiques répertoriant les plaintes, et à une réputation de corruption endémique, le nouveau superintendant, Richard Pennington (en), mis en place en janvier 1995 le Pennington Plan, avec 10 volets de réformes. Il créa le Community Oriented Police Squad (COPD) formé de 100 hommes, chargé des quartiers populaires, et augmenta le nombre de commissariats dans ces quartiers. Il réorganisa la division chargée des enquêtes internes, renommant dans une opération de communication publiques l'Internal Affairs Division en Public Integrity Division (la division des affaires intérieures devenant celle de l'« intégrité publique »). Celle-ci fut également relocalisée dans des locaux distincts du commissariat, afin d'augmenter la confiance des citoyens en cas de plainte contre des violences policières ou autres abus.
L'affaire du policier Len Davis, surnommé « RoboCop » dans les quartiers populaires, fut l'une des plus représentatives de la corruption policière : en 1994, celui-ci avait commandité le meurtre d'une femme qui avait porté plainte pour brutalité policière contre lui, ce qui lui valut une condamnation à mort, en première instance, en 1996; il est depuis dans le couloir de la mort. Davis s'était déjà fait arrêter pour trafic de cocaïne, s'étant fait piéger lors d'une sting operation (provocation par un agent infiltré, en l'espèce dénommée Operation Shattered Shield) du FBI et durant laquelle il avait engagé plusieurs policiers, peut-être une vingtaine, pour ses affaires.
En 1996, Pennington prétendit qu'il avait réussi à réduire le « taux de criminalité » de 75 % dans les quartiers populaires, tandis que la police de proximité aurait permis de réduire le taux d'homicide, l'un des plus hauts du pays, de 18 %.
La police s'engagea aussi profondément dans les nouvelles technologies de l'information et de la communication, utilisant à plein profit les développements en police scientifique (balistique, reconnaissance d'empreintes digitales, fichiers informatiques et analyse statistique - COMSTAT, etc.). En novembre 2001, le NOPD obtint le certificat d'accréditation de la Commission on Accreditation for Law Enforcement Agencies (en) (CALEA), un organisme créé en 1979 par les associations de policiers et chargé de certifier et d'uniformiser la qualité des services de police américains en établissant des standards communs. Pennington profita de son activité à la police pour se mettre en disponibilité afin de se présenter aux élections municipales en 2002, lorsque Marc Morial, Noir et membre du Parti démocrate, terminait son second mandat. Malgré le soutien des démocrates William J. Jefferson et Harry Connick, Sr. (en), il échoua à se faire élire, perdant face au démocrate Ray Nagin (59 % contre 41 %, également Noir), et démissionna peu après, en mai 2002, de son poste de superintendant, devenant alors chef de la police à Atlanta (Géorgie).

### Eddie Compass et l'ouragan Katrina

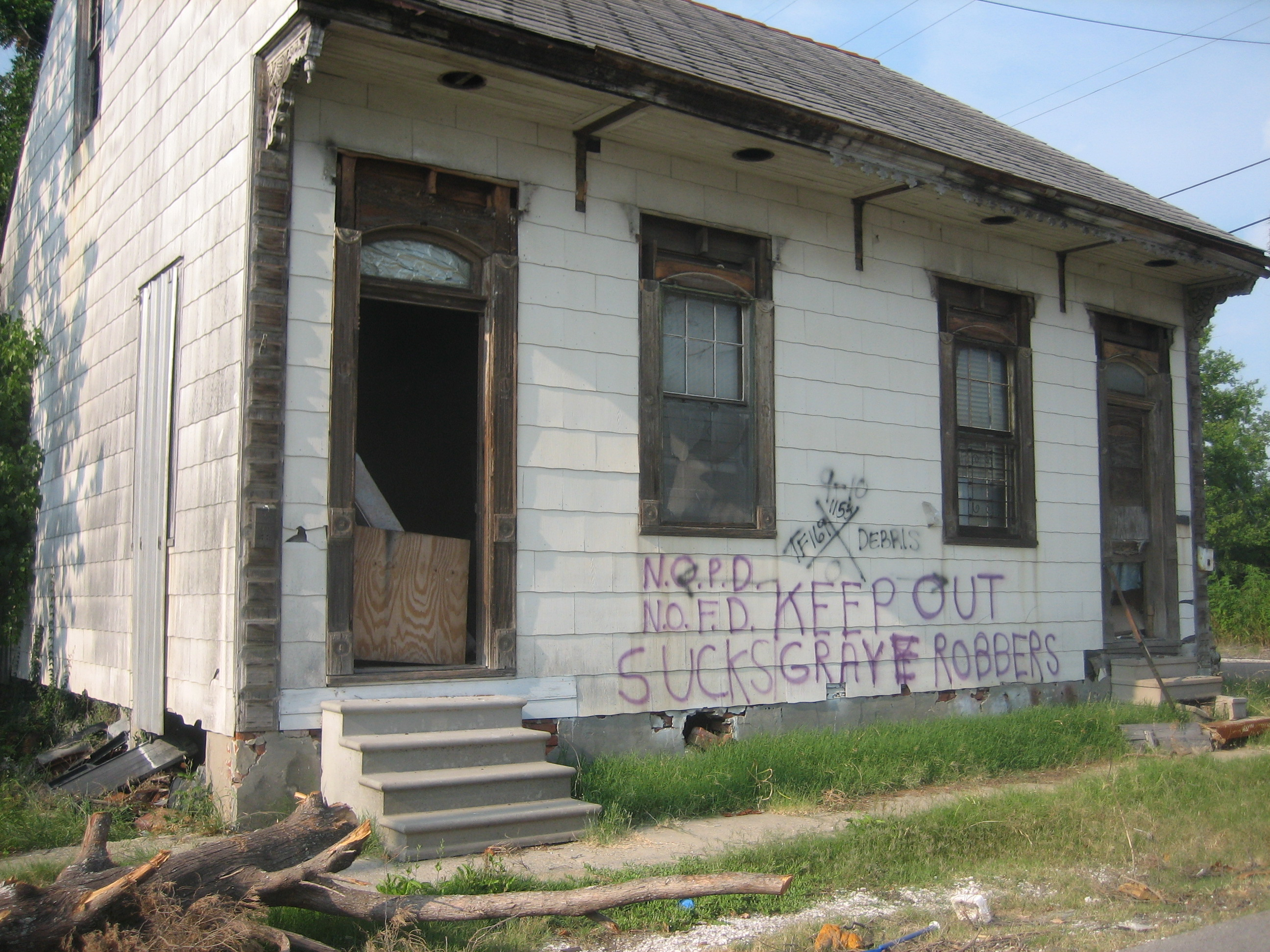
Tag représentatif de l'impopularité du NOPD sur une maison du, l'un des quartiers les plus dévastés par l'ouragan. On y lit : « NOPD sucks » (« le NOPD pue ») et « Keep out Grave robbers » (« Pilleurs de tombe, dehors ! »).

Pennington fut alors remplacé par Eddie Compass (en), 43 ans et qui se décrivait comme « flic de rue » (street cop). En 2002, celui-ci mit en place un Witness Support Program, qui demandait au clergé des paroisses d'inciter leurs ouailles à témoigner en cas de présence sur les lieux d'un crime. Sur la centaine de promotions qu'il ordonna, effectués sur la stricte base du mérite, la moitié d'entre elles concernaient des femmes et/ou des Noirs. Selon des statistiques de 2000, la composition du NOPD serait à peu près la suivante : 85 % d'hommes et 15 % de femmes ; 51 % d'« Afro-Américains », 46 % de « Blancs », 2 % d'« Hispaniques » et 1 % d'« Asiatiques » .
Eddie Compass échoua notamment à lutter contre la corruption de la police, et fut contraint à la démission en septembre 2005, peu après l'ouragan Katrina. D'importantes démissions avaient en effet eu lieu (on répertoriait des abandons de poste de la part de 250 officiers, soit 14 % des 1 750 hommes), tandis que des pillages furent abondamment médiatisés - bien plus que les violences racistes. Au moins une douzaine d'officiers de police firent l'objet d'enquêtes, étant eux-mêmes soupçonnés d'avoir participé aux pillages.
Forte de plus de 1 700 hommes avant l'ouragan, de nombreux officiers démissionnèrent après l'ouragan, ses effectifs montant à 1 400 en juillet 2007.
Alors que le maire, Ray Nagin, voulait qu'une commission indépendante enquête sur les abandons de poste, Compass préférait que la police elle-même soit chargée de cette enquête.
Aussi, Compass fut contraint à démissionner. Peu de temps auparavant, il avait promulgué un décret d'urgence permettant la confiscation des armes à feu, lequel fut contesté et aboutit au vote, par le Congrès fédéral, du Disaster Recovery Personal Protection Act de 2006 (en) interdisant la confiscation des armes à feu légalement détenues lors d'une catastrophe.

#### Faits et enquêtes à la décharge de la NOPD
Les preuves les plus incontestables de l'incompétence et des bavures du NOPD jusqu'à l'année 2005 sont :
- Le nombre le plus élevé de civils tués par une unité de police américaine pour des motifs racistes ou xénophobes aux XXe et XXIe siècles.
- Le plus haut taux actuel de corruption des fonctionnaires de police dans une unité de police américaine avec l'unité de police de la ville de Baltimore (le BPD).
- Le plus haut taux de criminalité pour une ville des États-Unis.
- Le plus haut taux de meurtres commis par des civils par rapport à la population totale de la ville.
- Le nombre le plus élevé de civils tués par une unité de police américaine depuis le début du XXIe siècle.
- Le nombre le plus élevé de civils tués par une unité de police américaine dans un événement mettant en cause une catastrophe naturelle (l'ouragan Katrina) depuis les émeutes de 1992 à Los Angeles (dues à une canicule). (Le nombre de victimes est en plus sans doute plus élevé, officieusement, que celui des émeutes de Los Angeles puisqu'il est de 20 à 30 personnes officiellement mais certainement d'environ 80 personnes officieusement contre 40 à 50 victimes en tout, pour les émeutes de Los Angeles).

En 2009, et en 2010, La Nouvelle-Orléans est classée parmi les dix villes du Monde au taux de meurtres par habitant les plus hauts. La ville se place derrière, Tijuana, Mexico, Ciudad Juarez au Mexique et Bogota en Colombie, Durban en Afrique du Sud et Rio de Janeiro au Brésil.
Elle se trouve devant Bagdad et Kaboul.

#### Les «bavures» de l'ouragan Katrina

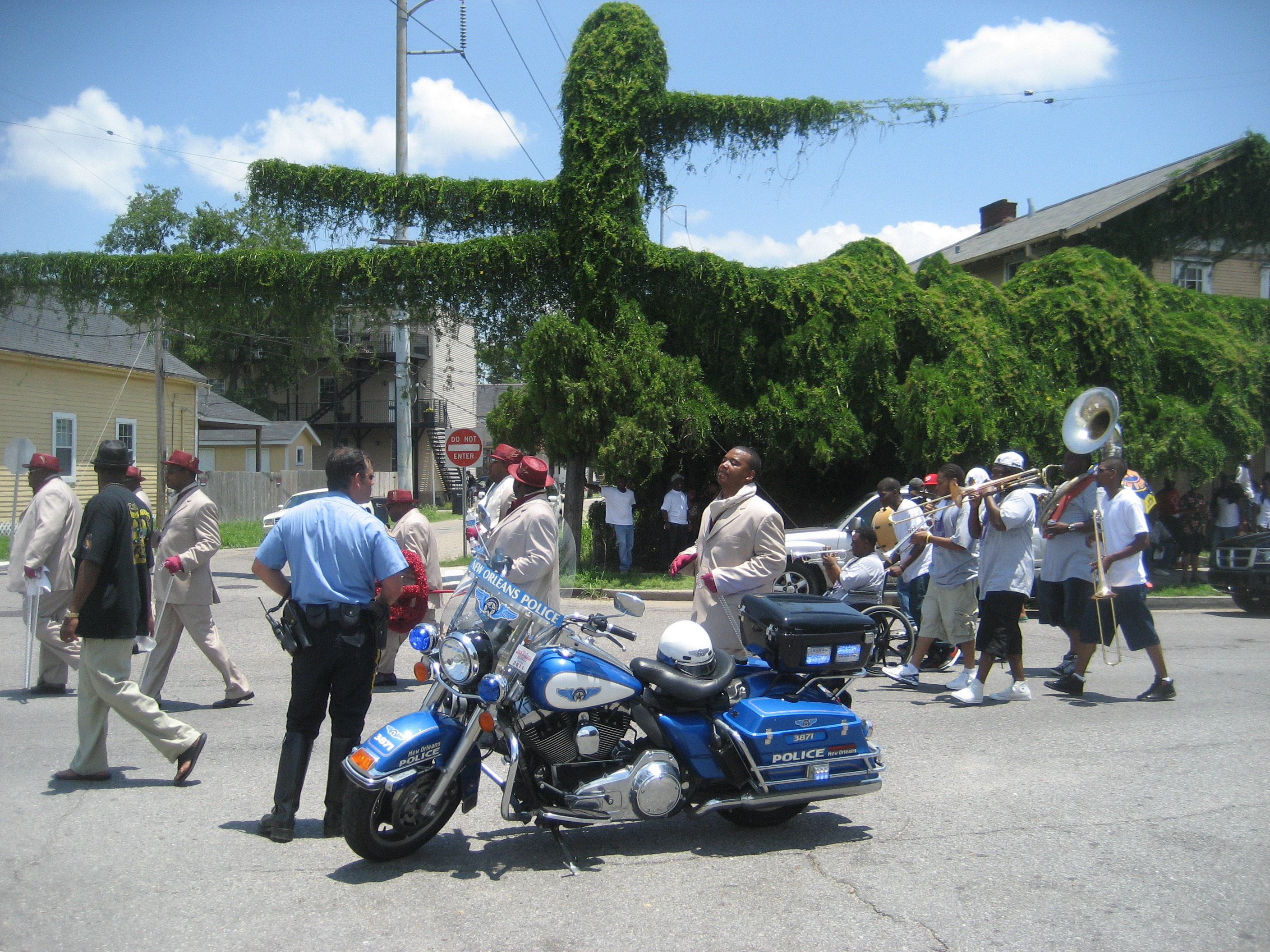
Policier lors d'une parade anniversaire des Zoulous.

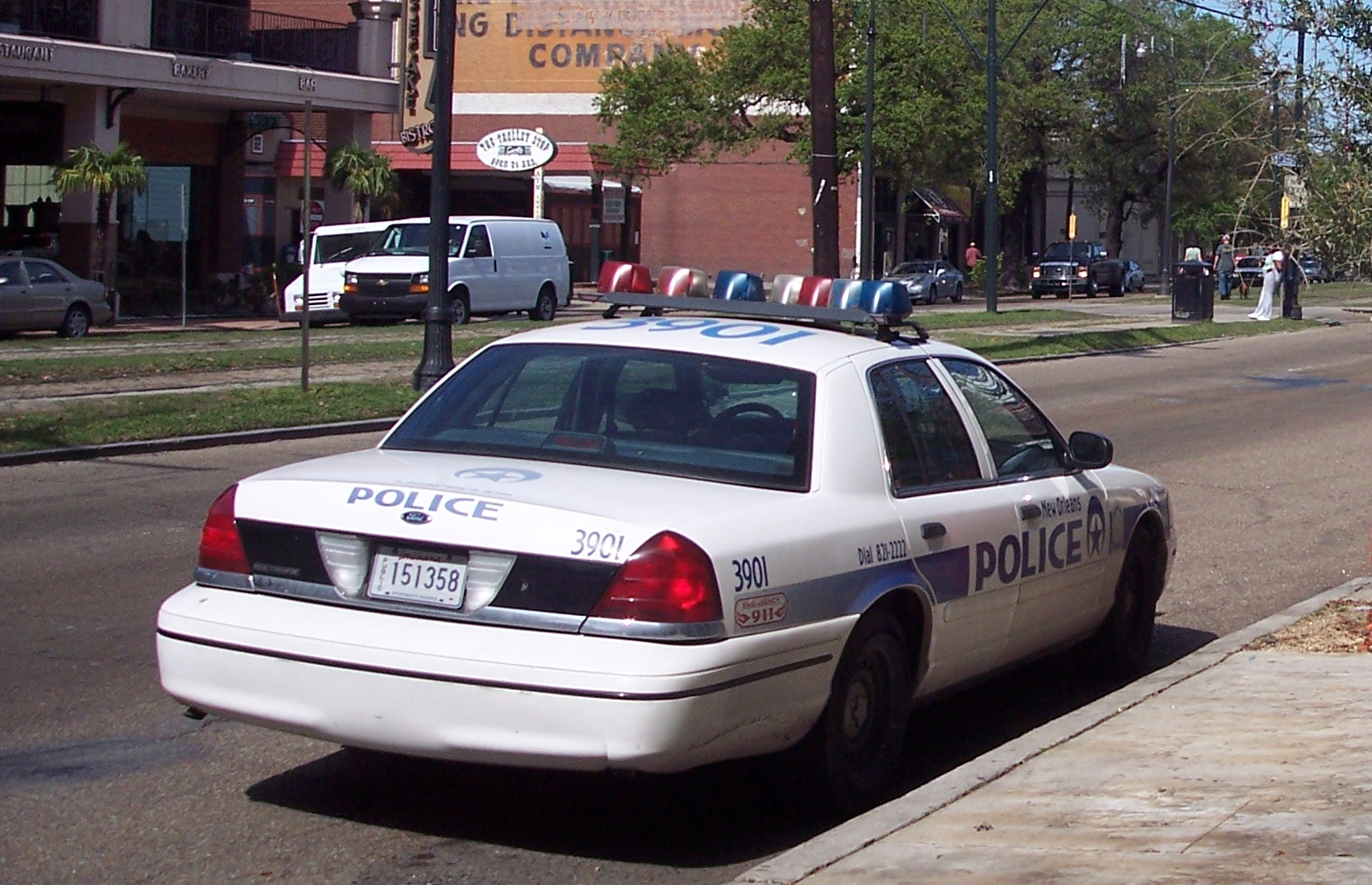
Voiture en 2009

Surtout, outre les abandons de poste, la police fut discréditée par sa tentative de couvrir une « bavure », celle des tirs du pont Danziger du 4 septembre 2005, lorsque plusieurs officiers de police – certains armés de fusils d'assaut – tirèrent sur des civils désarmés, dont plusieurs membres d'une même famille noire, parmi lesquels un adolescent, ainsi qu'un handicapé mental, tué par une balle tirée dans le dos alors qu'il s'enfuyait. Plusieurs officiers furent inculpés en 2007 dans le cadre de cette affaire, mais celle-ci avait été abandonnée après la démission du procureur général Eddie Jordan (en), démocrate et premier Afro-Américain à obtenir ce poste, accusé d'avoir arbitrairement remplacé une quarantaine de fonctionnaires blancs par des Noirs, à la suite d'un jugement ayant accusé le procureur Jordan de vice de procédure. L'affaire fut cependant relancée, et en juillet 2010, quatre officiers en activité et deux ex-officiers furent accusés d'homicide au premier degré et d'obstruction à la justice, quatre d'entre eux risquant la peine de mort. Deux détectives chargés de l'enquête risquent respectivement 70 et 120 ans de prison .
L'affaire de Danziger devint le symbole de l'incompétence et de la violence, voire du racisme, de la police de La Nouvelle-Orléans et de son incurie face à l'ouragan Katrina, étant la plus représentative d'au moins huit affaires, dont le meurtre d'un homme de 31 ans, Henry Glover, dans lesquelles des officiers de police sont inculpés pour violences lors de ce sinistre. L'enquête sur le meurtre de Glover, dont le cadavre aurait été brûlé par des policiers, selon le procureur, n'a été entamée, par le FBI, qu'après une enquête d'A.C. Thompson, publiée dans The Nation fin 2008 et dans ProPublica, les forces de police locales n'ayant ordonné aucune enquête à son sujet,. Cinq officiers ont été inculpés dans cette affaire.
Dans le sillage de l'ouragan Katrina, une nouvelle unité d'élite, le CAT (Crime Abatement Team) fut créé par le nouveau superintendant, Warren Riley, à laquelle sont intégrés des unités de la DEA . La FOX a consacré une série au NOPD à La Nouvelle-Orléans post-Katrina, intitulée K-Ville.

#### Séquelles et conséquences des bavures de la NOPD lors de l'ouragan Katrina
En 2010, les enquêtes visant à déterminer l'implication de membres de la NOPD dans de nombreux meurtres commis durant les jours qui ont suivi le passage de l'ouragan Katrina n'ont toujours pas été closes. Depuis 2005, on a prouvé la culpabilité des agents du NOPD dans au moins un nouveau meurtre chaque année. Ainsi, le nombre de victimes de ces bavures s'élèverait d'ores et déjà à entre 20 et 30 personnes officiellement et de nombreuses associations new-orléanaises avancent le chiffre de plus de 50 victimes officieuses, soit au moins 80 morts en tout et pour tout, victimes de meurtres commis par le NOPD. De nombreux agents de police ont aussi été condamnés pour l'utilisation d'armes de guerre dont le simple fait d'en posséder une dans le territoire des États-Unis est absolument interdit. Enfin, la brutalité dont certains agents du NOPD ont fait preuve à l'égard de certains civils durant cette catastrophe, a été condamnée par le gouvernement fédéral de Louisiane, plus d'une cinquantaine de civils ayant déclaré avoir été frappés voire blessés par les policiers.

### Mandat de Mitch Landrieu
Lors de son investiture, en mai 2010, en tant que nouveau maire, le démocrate Mitch Landrieu qualifia la police de La Nouvelle-Orléans de « l'une des pires du pays »  et demanda officiellement à l'administration fédérale et à la Civil Rights Division du département de la Justice d'intervenir afin de s'occuper de la corruption, de l'incompétence et des accusations de discrimination raciale ciblant le NOPD,. Dans sa lettre au ministre de la Justice Eric Holder, il évoquait également des cas de viol. Il nomma un nouveau superintendant, Ronal Serpas, né à La Nouvelle-Orléans et auparavant chef de la police de Nashville (Tennessee). En 2008, le taux d'homicides de La Nouvelle-Orléans était dix fois plus élevé que la moyenne nationale, avec 179 meurtres dans une ville de 281 000 habitants. En 2019, Shaun D. Ferguson est nommé superintendant par LaToya Cantrell, maire de la ville.
Dans un rapport de juin 2010, intitulé Observing, photographing, and filming the New Orleans Police Department, l'ACLU recommandait que les agents du NOPD reçoivent une formation expresse sur le premier amendement, lequel autorise les citoyens à filmer les agissements de la police. Celle-ci a interpellé plusieurs personnes l'ayant fait, dont le rédacteur en chef du Times-Picayune .

## Organisation
Le NOPD a divisé sa juridiction en :
- 1er district (Tremé, Mid-City)
- 2e district (Uptown, Audubon)
- 3e district (Gentilly, Lakeview, Westend)
- 4e district (Algiers, English Turn)
- 5e district (7th Ward, 8th Ward, 9th Ward, Bywater, Desire)
- 6e district (Irish Channel, Central City, Garden District)
- 7e district (New Orleans East)
- 8e district (French Quarter, Central Business District (CBD), Warehouse District, Marigny Triangle)

Chaque district est dirigé par un commandant.
Afin d'assurer ses missions, il s'articule entre les :
- Superintendent's Chief of Staff
- Operations Bureau Staff
- Recruiting and Training Academy
- Records, Identification, and Facility Support
- Criminal Investigations Division
- Specialized Investigations Division
- Crime Lab and Central Evidence
- Special Operations Division
- Public Integrity Bureau
- Reserve Division
- Communications Division.

### Les Tactical Platoons 1 & 2: les policiers de choc du NOPD
Les Tactical Platoons 1 & 2 forment la SWAT Team de la police de La Nouvelle-Orléans et sont employés contre les forcenés ou pour l'arrestation de truands ou de terroristes. Ces pelotons tactiques dépendent de la Special Operations Division qui comprend aussi les[Quoi ?] :

### Armes et véhicules de service depuis les années 2000
Les policiers assermentés du NOPD sont armés de pistolets Glock G17, G19, G22 ou G23 selon son choix. Les Tactical Pelatoon 1 & 2 disposent en plus de mitraillettes MP5A4 (calibre 9 mm), de carabines Colt Commando (calibre .223) et de fusils à pompe Remington 870 (calibre 12)
La voiture de patrouille la plus courante est la Ford Crown Victoria qui contient une carabines AR-15A3 (calibre .223) pour les interventions à risques.

## Dans la culture populaire
Le NOPD apparaît dans :
- Big Easy : Le Flic de mon cœur un film policier de Jim Bride (1987).
- Les enquêtes de Dave Robicheaux (ancien inspecteur du NOPD devenu enquêteur du New Iberia Sheriff's Office) écrites par James Lee Burke.
- Vengeance froide (Heaven’s Prisoners) est un film américain réalisé en 1996 par Phil Joanou à partir d'une enquête de Dave Robicheaux.
- K-Ville : série policière mettant en scène le NOPD après le passage de l'ouragan Katrina.
- Plusieurs aventures du privé Elvis Cole, écrite par le romancier Robert Crais (né en Louisiane) comportent des actions ou des scènes impliquant le NOPD.
- Dirty Cops : film américain de 2019 mettant en scène une jeune policière, témoin gênant d'un meurtre impliquant des flics ripoux, et devant échapper à la police dans les quartiers défavorisés de la Nouvelle-Orléans.